# Монудо оливковий
Мону́до оливковий (Mitrephanes olivaceus) — вид горобцеподібних птахів родини тиранових (Tyrannidae). Мешкає в Перу і Болівії. Оливковий монудо раніше вважався підвидом рудого монудо.

## Поширення і екологія
Оливкові монудо мешкають в Андах на території Перу (на південь від Серро-Чінгуела, П'юра) і Болівії (на південь до Кочабамби). Вони живуть в підліску і середньому ярусі вологих гірських тропічних лісів та на узліссях. Зкустрічаються на висоті від 1200 до 2100 м над рівнем моря.